# Шварц, Джозеф
Джозеф Шварц (англ. Joseph Schwartz; род. 18 апреля 1932, Нью-Йорк) — американский пианист и музыкальный педагог.
Окончил Джульярдскую школу (1957), ученик Розины Левиной и Ирвина Фрейндлиха; совершенствовал своё мастерство в Европе под руководством Гвидо Агости и Вильгельма Кемпфа. В 1958 г. выиграл Наумбурговский конкурс молодых исполнителей, благодаря чему выступил с концертом в нью-йоркском Таун-холле — по мнению критика Гарольда Шонберга, это был впечатляющий дебют с трудной программой.
В 1960—1998 гг. преподавал в Оберлинском колледже, в 1983—1993 гг. также руководил Оберлинским летним фортепианным институтом. Среди его учеников, в частности, Джереми Денк. Одновременно c 1984 г. концертировал в составе Оберлинского трио вместе со Стивеном Клаппом и Андором Тотом-младшим.
После выхода на пенсию поселился в Клируотере.